# Монте Катоне (Болоња)
Монте Катоне (итал. Monte Catone) је насеље у Италији у округу Болоња, региону Емилија-Ромања.
Према процени из 2011. у насељу је живело 8 становника. Насеље се налази на надморској висини од 240 м.